# Vigor
A Vigor Alimentos, ou apenas Vigor, é uma empresa de laticínios brasileira. Tem cem anos de atuação e uma das quatro marcas de laticínios mais importantes do Brasil. Seus produtos mais conhecidos são o iogurte grego, queijo parmesão ralado e o requeijão cremoso (produtos onde tem liderança nacional). Em outubro de 2017, a companhia então pertencente a holding J&F Investimentos foi adquirida pelo Grupo Lala. A aquisição marcou a entrada do grupo mexicano no mercado brasileiro de laticínios. Em setembro de 2014, adquiriu 50 por cento da companhia paulista de lacticínios Danúbio, uma joint-venture entre a Vigor e a ArlaFoods (empresa europeia). Com a compra, a Vigor passou a deter 100 por cento da empresa.
Em 2017, o Grupo Lala concluiu a negociação para a aquisição da companhia brasileira de laticínios Vigor, por cerca de R$ 5,725 bilhões (US$ 1,84 bilhões), as quais eram geridas pelo J&F Investimentos. A aquisição marcou a entrada da companhia mexicana no mercado brasileiro de laticínios.

## Fábricas
Vigor tem nove fábricas localizadas em cinco estados brasileiros: São Paulo, Minas Gerais, Paraná, Goiás e Rio de Janeiro. Estas unidades estão localizadas em:
- São Paulo - São Paulo
- São Caetano do Sul - São Paulo
- Cruzeiro - São Paulo
- Anápolis - Goiás
- Lavras - Minas Gerais
- Lima Duarte - Minas Gerais
- São Gonçalo do Sapucaí - Minas Gerais
- Santa Rita de Ibitipoca - Minas Gerais
- Barra do Piraí - Rio de Janeiro

## Produtos
- iogurtes
- sobremesas
- margarina
- manteigas
- requeijão
- chantili
- leite
- creme de leite
- achocolatado
- sucos
- queijo ralado
- maionese
- Iogurte Grego

## Submarcas
- Vigor Grego (iogurte)
- Vigorzinho (petit suisse)
- Vig (achocolatado e sucos)
- Vigor Mix (margarina)
- Leco
- Danúbio
- Amélia
- Faixa Azul